# Indianerflöte

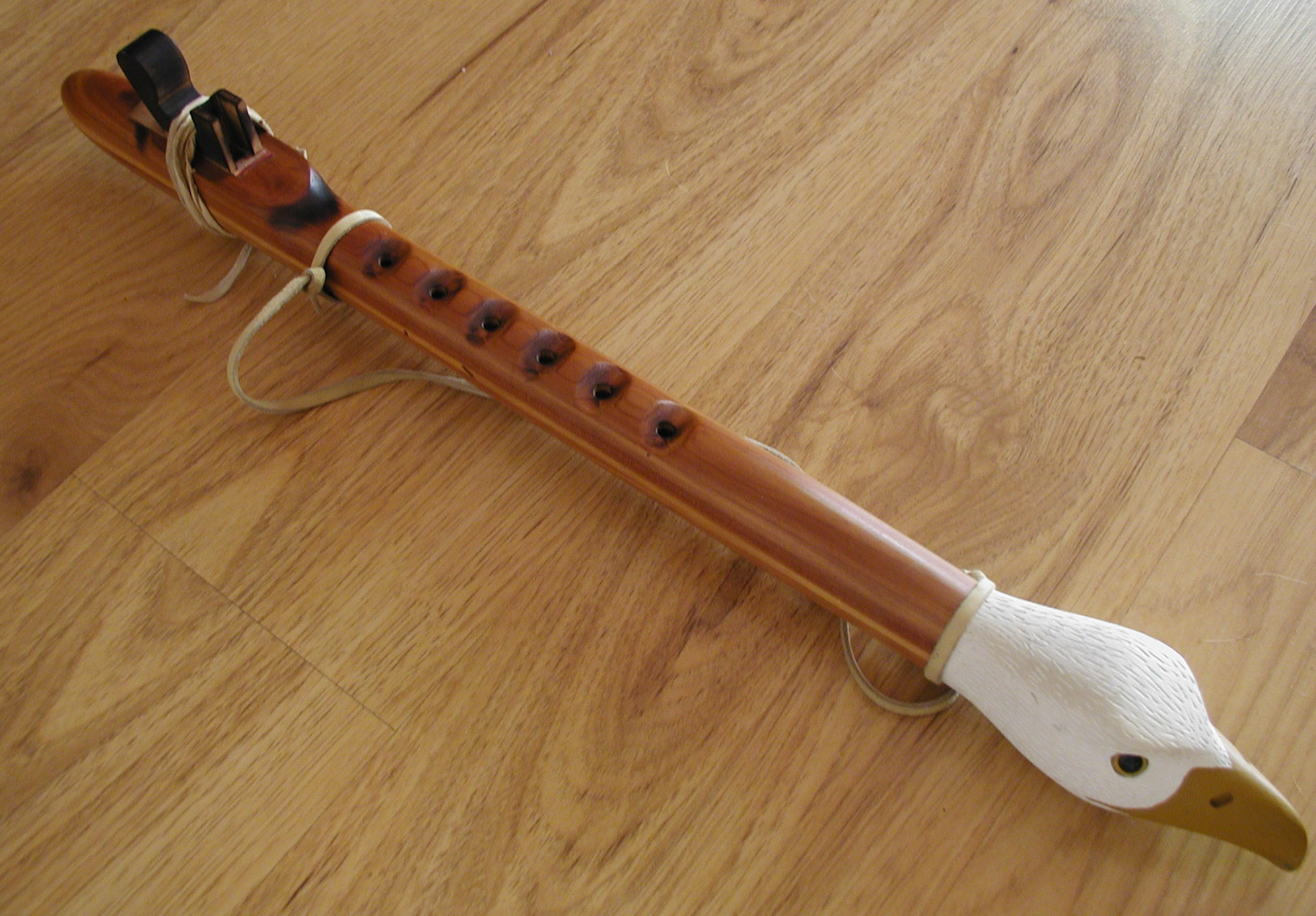
Indianerflöte, geschnitzt von Häuptling Arthur Two-Crows, 1987

Die Indianerflöte ist eine traditionelle Flöte nordamerikanischer Indianer. Es handelt sich dabei um eine meist weit mensurierte Kernspaltflöte. Das Besondere an ihr ist, dass der Kernspalt mit Hilfe eines Reiters auf der Außenseite des
Flötenkörpers geformt wird.
Im Englischen sind eine ganze Reihe von Bezeichnungen für diese Flöte üblich, neben Indian flute und American Indian flute auch love flute, also „Liebesflöte“, und courting flute, also „Brautwerbungsflöte“. Man findet auch das beschreibende humpback flute, also „Höckerflöte“ und external duct flute, also „Flöte mit externem Kernspalt“. Am häufigsten ist heute die Bezeichnung Native American Flute, der auf Deutsch einfach „Indianerflöte“ bedeutet.
Bei Indianern Nordamerikas finden sich neben der Indianerflöte auch andere Flötentypen, wie Kerbflöten, vergleichbar der südamerikanischen Quena und blockflötenartige Instrumente.

## Bauweise

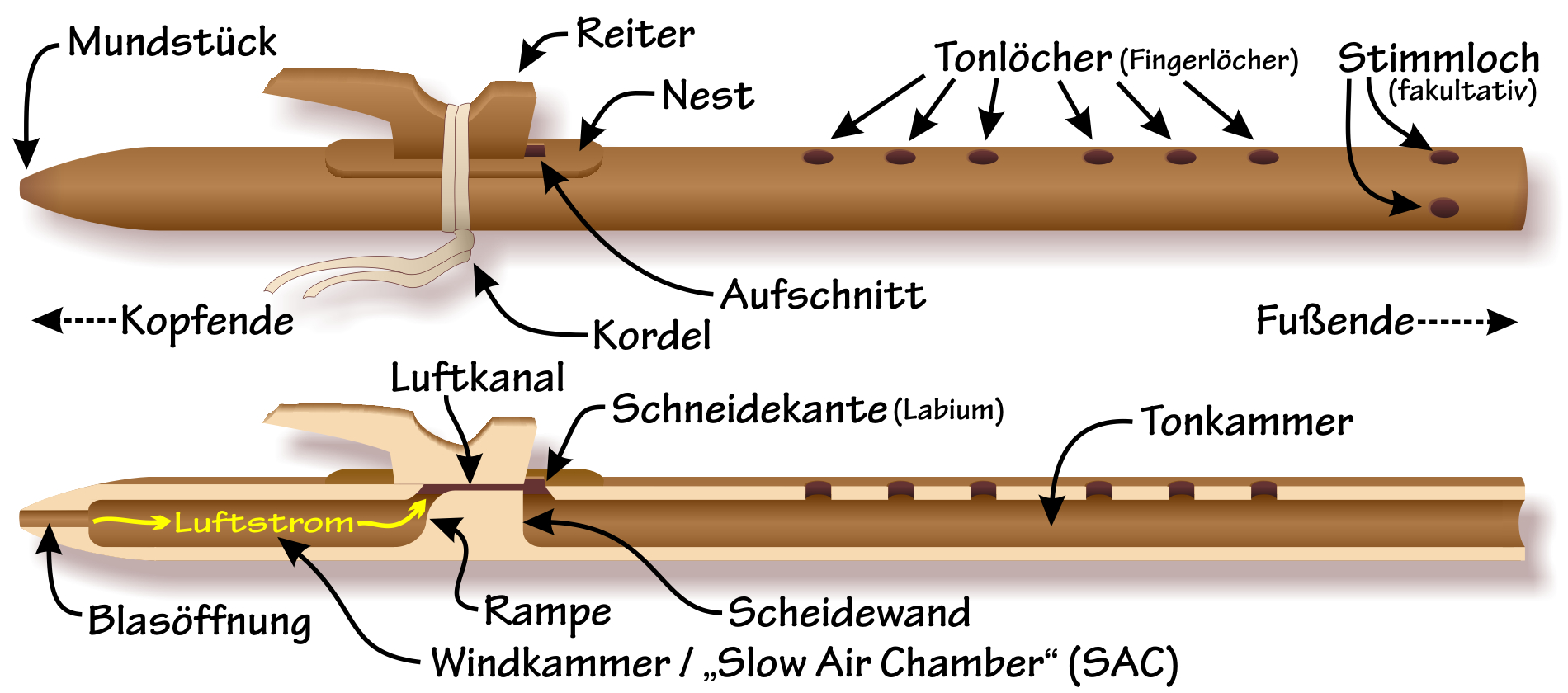
Bauweise

Eine Indianerflöte besteht aus einem Rohr, das durch eine Scheidewand im oberen Viertel in zwei Abschnitte eingeteilt ist. Der untere Abschnitt besteht aus Aufschnitt mit Schneidekante, den Tonlöchern und der unteren Öffnung, eventuell mit vier sogenannten Windlöchern, die die effektive Rohrlänge begrenzen und eine geschnitzte untere Endung erlauben. Der obere Abschnitt bildet die Windkammer und besteht aus der Blasöffnung am oberen Rohrende und einer Luftaustrittsöffnung bei der Scheidewand, die sich direkt über dem Aufschnitt befindet.
Damit ein Kernspalt entsteht, wird mit einer Kordel ein Reiter über der Luftaustrittsöffnung befestigt, der so beschaffen ist, dass er mit der Flötenwand zusammen den Kernspalt bildet, der zur Schneidekante führt. Dieser Reiter wird auch als Totem oder Fetisch, im Englischen auch als bird, also „Vogel“ oder block bezeichnet.
Es gibt zwei Varianten: Die häufigere Prärievariante und die seltenere Waldlandvariante, bei der man sagt, dass der Kanal für den Kernspalt in die Flötenwand geschnitzt wurde. Allerdings kommt das anscheinend auch manchmal bei der Prärievariante vor, so dass die Unterscheidung nicht ganz klar ist. Waldlandflöten werden aber immer als weicher und intimer im Ton beschrieben.
Manche Flöten haben außerdem noch ein zweites Rohr ohne Tonlöcher als Bordun und gehören zu den Doppelflöten.
Indianerflöten werden in der Regel aus gespaltenem Holz geschnitzt, selten gedreht, manchmal aber auch aus Rohr oder Bambus gefertigt.

## Geschichte

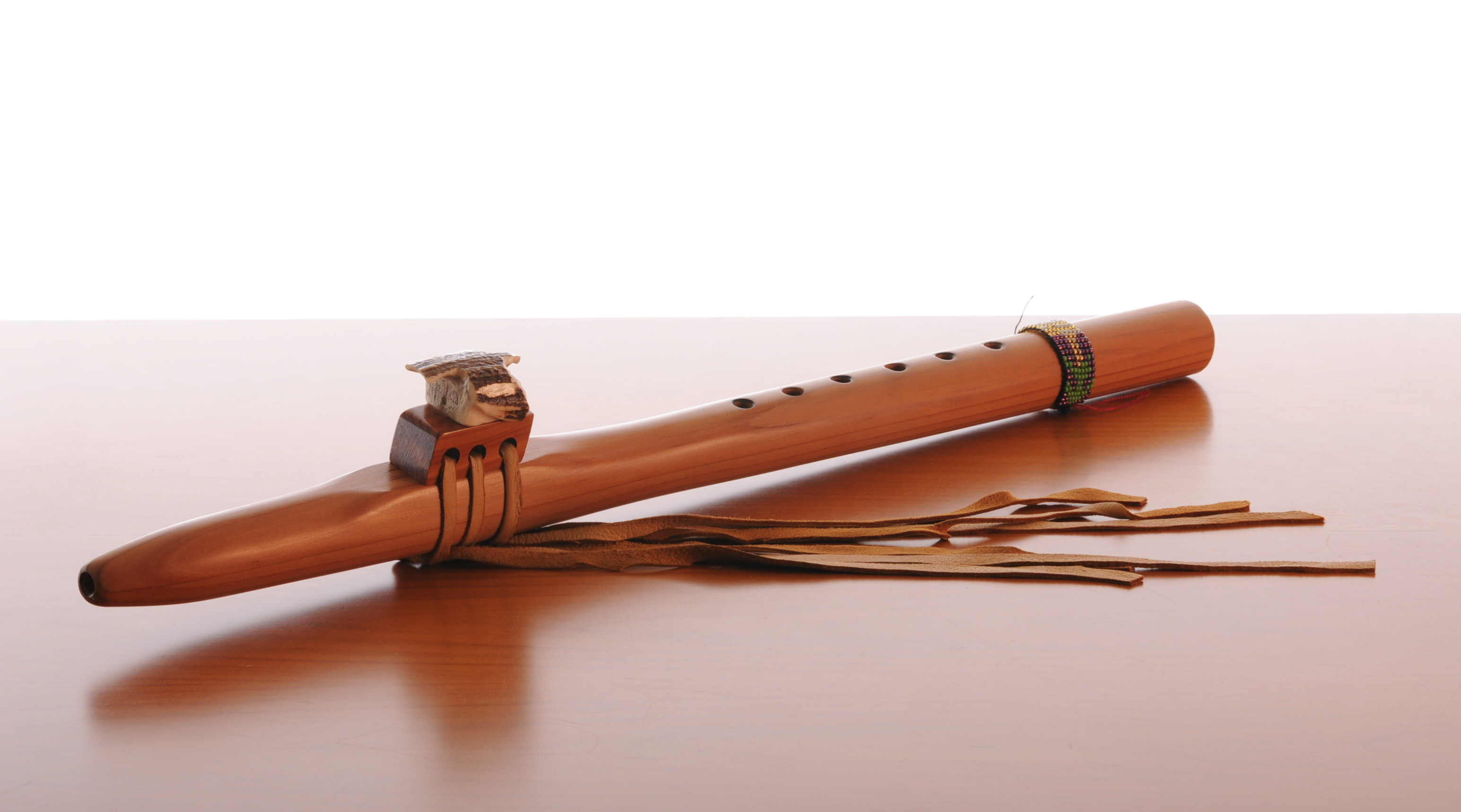
Indianerflöte

Die Indianerflöte wird zuerst im 19. Jh. erwähnt. Vorkolumbianische Flöten, wie sie bei den Pueblo-Indianern ausgegraben wurden, sind Kerbflöten, wie etwa die südamerikanische Quena, derartige Instrumente sind zum Teil auch noch in Nordamerika in Gebrauch, etwa bei den Hopi. Es sind eine Reihe von Schöpfungsmythen für die Indianerflöte bekannt. Eine beliebte Geschichte über die Indianerflöte ist, dass sie junge Männer zur Brautwerbung verwendeten und danach nicht mehr benutzten. Daneben wurde sie aber auch unter anderem für zeremonielle Zwecke und zur Heilung eingesetzt, insgesamt vorwiegend solistisch. Anfang des 20. Jh. geriet die Indianerflöte als Folge der kulturellen Unterdrückung der Indianer durch die amerikanische Regierung weitgehend in Vergessenheit. Seit den sechziger Jahren des 20. Jh. gab es aber eine Renaissance und Indianerflöten fanden ihren Platz vor allem bei indianischen Ensembles und in der New-Age- und Weltmusik, aber auch klassische Kompositionen wurden für sie geschrieben, unter anderem von Philip Glass. Bekannte indianische Flötisten sind die Grammy- und Nammy-Award-Winners Mary Youngblood, Bill Miller und R. Carlos Nakai.

## Stimmung und Tonumfang

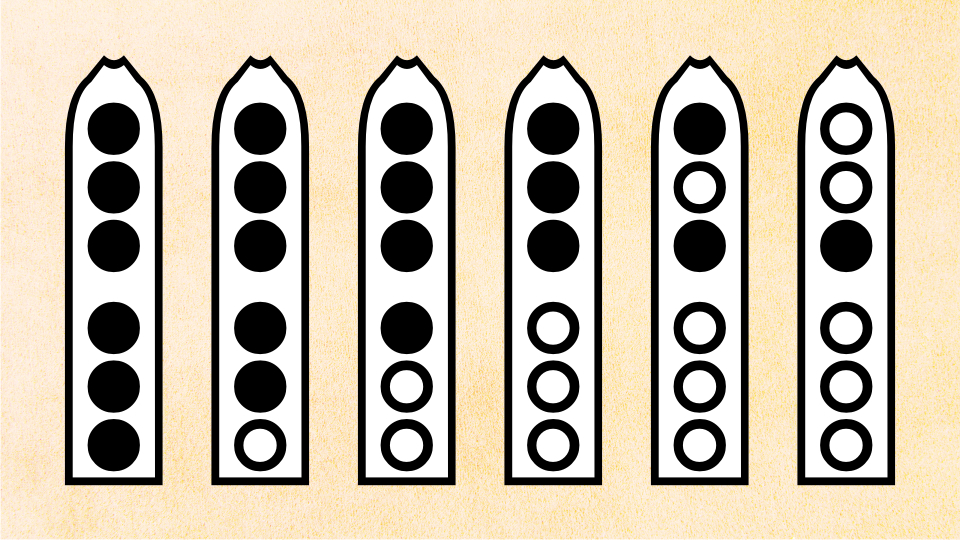
Griffe für die Grundtonleiter (Mollpentatonik) auf vielen heutigen Indianerflöten

Im neunzehnten Jahrhundert richtete sich die Stimmung der Indianerflöten nicht nach dem westlichen Tonsystem. Die Stimmung der Flöten war extrem vielfältig. Ein bestimmtes Tonsystem war nicht erkennbar. Solche Flöten und ihre modernen Nachbauten werden auch „Großvaterflöten“ genannt. Im zwanzigsten Jahrhundert wurde es dann üblich, das westliche Tonsystem zu verwenden, meist die Mollpentatonik. Es gibt Flöten mit fünf Tonlöchern, mit denen eine einzige pentatonische Tonleiter gespielt werden kann; die meisten haben jedoch sechs Tonlöcher, weil damit verschiedene pentatonische Tonleitern gespielt werden können und sogar diatonische Tonleitern.
Indianerflöten lassen sich wegen ihrer weiten Mensur meist nur schlecht oder gar nicht überblasen, so dass der Tonumfang selten anderthalb Oktaven übersteigt. Ihr Grundton liegt meist in der ein- oder zweigestrichenen Oktave. Gelegentlich kommen auch tiefere Instrumente in der kleinen Oktave vor.

## Gestaltung
Neben sehr schlichten Flöten gibt es auch aufwändig mit traditioneller Schnitzkunst gestaltete Exemplare, die auch als Sammler- und Dekorationsobjekte dienen.